# M/S Logos Hope

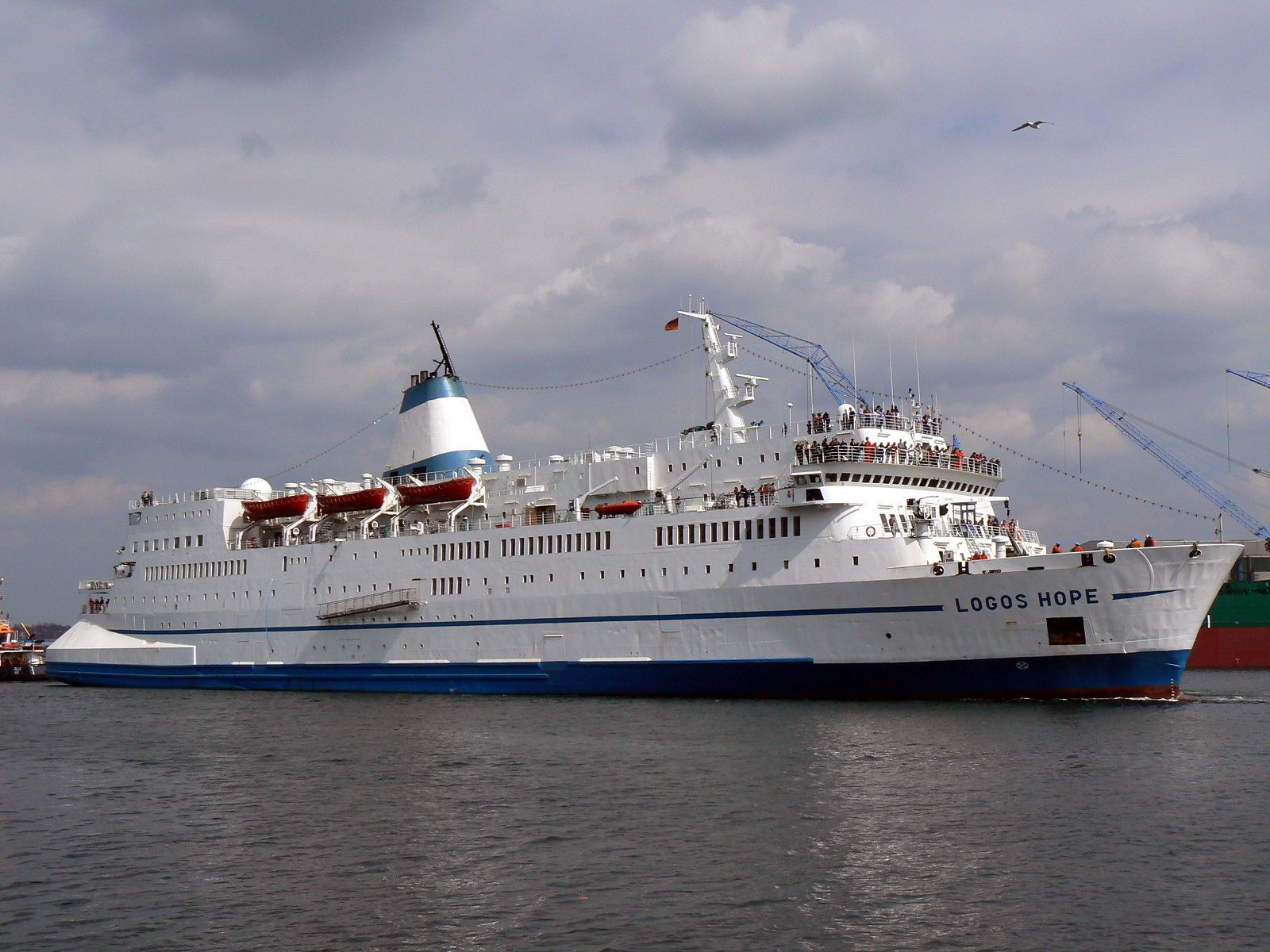
M/S Logos Hope

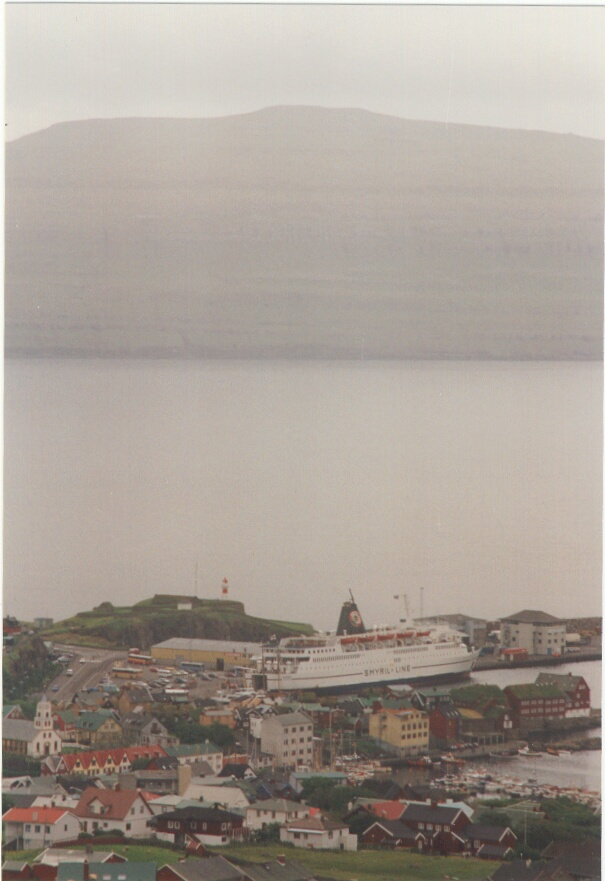
M/S Norröna i Torshavns hamn, 1997

Logos Hope är ett missionsfartyg som ägs av den kristna organisationen Operation Mobilisation. 

## Historik
Fartyget byggdes av Werft Nobiskrug i Rendsburg i Tyskland som färjan Gustav Vasa för Lion Ferry 1973. Hon tjänstgjorde huvudsakligen mellan Malmö och Travemünde fram till 1983, då hon döptes om till Norröna och sattes in mellan Danmark och Färöarna. År 2004 köptes fartyget av OM Ships International.
Mellan 2004 och 2009 genomgick hon en omfattande renovering i Trogir i Kroatien, Kiel i Tyskland och Køge i Danmark. Bildäcket ersattes med två nya däck för att bland annat kunna inrymma vad som skulle bli världens största flytande bokhandel. I februari 2009 kunde hon lämna Køge och inleda sin aktiva tjänstgöring. 
Fartyget är en plattform för bokförsäljning, främst till länder i Tredje världen, biståndsarbete och mission. Sedan 2009 har hon besökt hamnar i Nordsjön, Atlanten, Karibiska havet, Medelhavet, Arabiska Havet, Indiska oceanen och Stilla havet.

## Besättning
Besättningen består av upp till 400 volontärer från omkring 45 nationer. Under hamnbesöken finns även lokala volontärer ombord.

## Föregångare
- Logos - Tjänstgjorde från 1970 till 1988 då hon gick på grund i Beaglekanalen.[1]
- Doulos - Köptes 1976 och såldes den 18 mars 2010 till BizNaz Resources International Pte Ltd i Singapore.
- M/S Logos II - Köptes 1989 och såldes för upphuggning 2008